# Kerelallusandra, Kanakapura
Kerelallusandra là một làng thuộc tehsil Kanakapura, huyện Ramanagara, bang Karnataka, Ấn Độ.